# پیاچنتسا
پیاچنتسا (به ایتالیایی: Piacenza) یکی از شهرهای ناحیه امیلیا-رومانیا در شمال ایتالیا است.

## جغرافیا

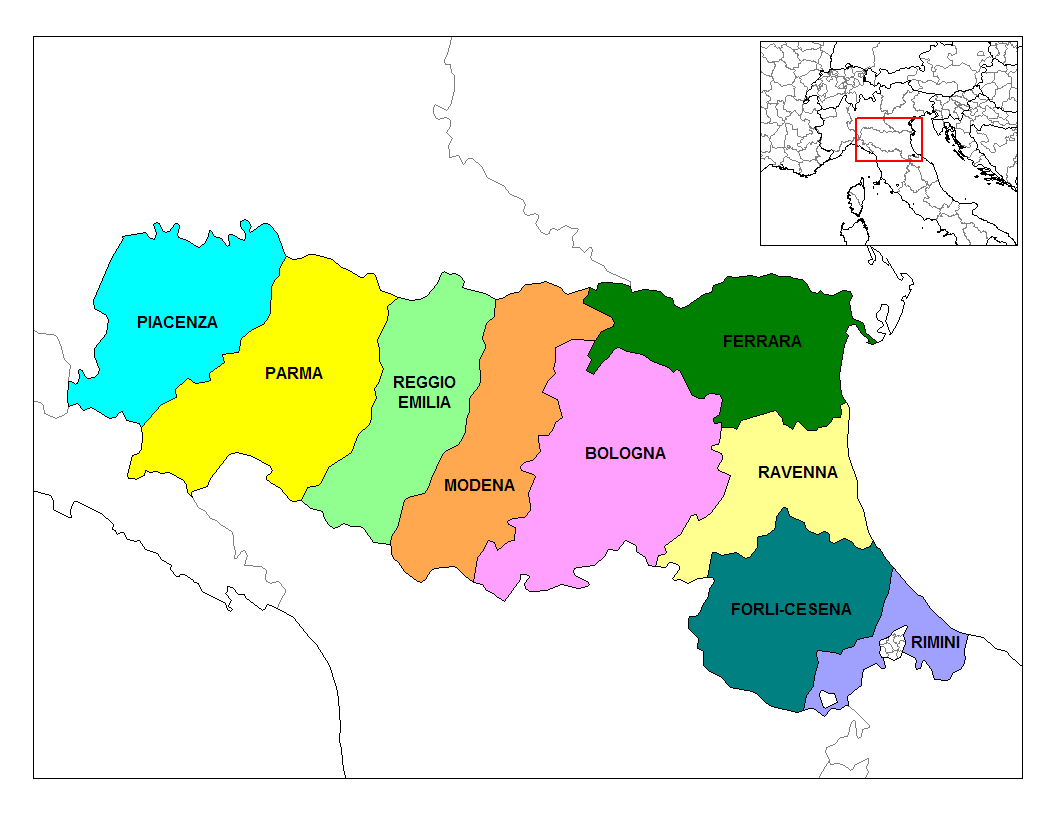

پیاچنتسا مرکز استانی با همین نام است. این شهر دارای مساحتی برابر با ۱۱۸٫۴۶ کیلومتر مربع است و جمعیت آن در سال ۲۰۰۱ برابر با ۱۰۱٬۳۲۵ نفر بوده است.